# Old Ship Church
Die Old Ship Church ist ein historisches, puritanisches Kirchengebäude in Hingham im Bundesstaat Massachusetts der Vereinigten Staaten. Es wurde 1681 errichtet und wird seitdem von der bereits 1635 gegründeten Gemeinde First Parish in Hingham als Versammlungsort genutzt. Das Bauwerk ist das einzige noch bestehende puritanische Kirchengebäude in den USA und zugleich das älteste einer englischsprachigen Gemeinde, das ohne Unterbrechung kirchlich genutzt wird. Die Gemeinde wurde unter Ebenezer Gay unitarisch und gehört heute zur Unitarian Universalist Association. Das Gebäude wurde 1960 zum National Historic Landmark erklärt und 1966 in das National Register of Historic Places eingetragen. Seit 1991 ist das Gebäude zugleich Contributing Property zum Lincoln Historic District.

## Architektur

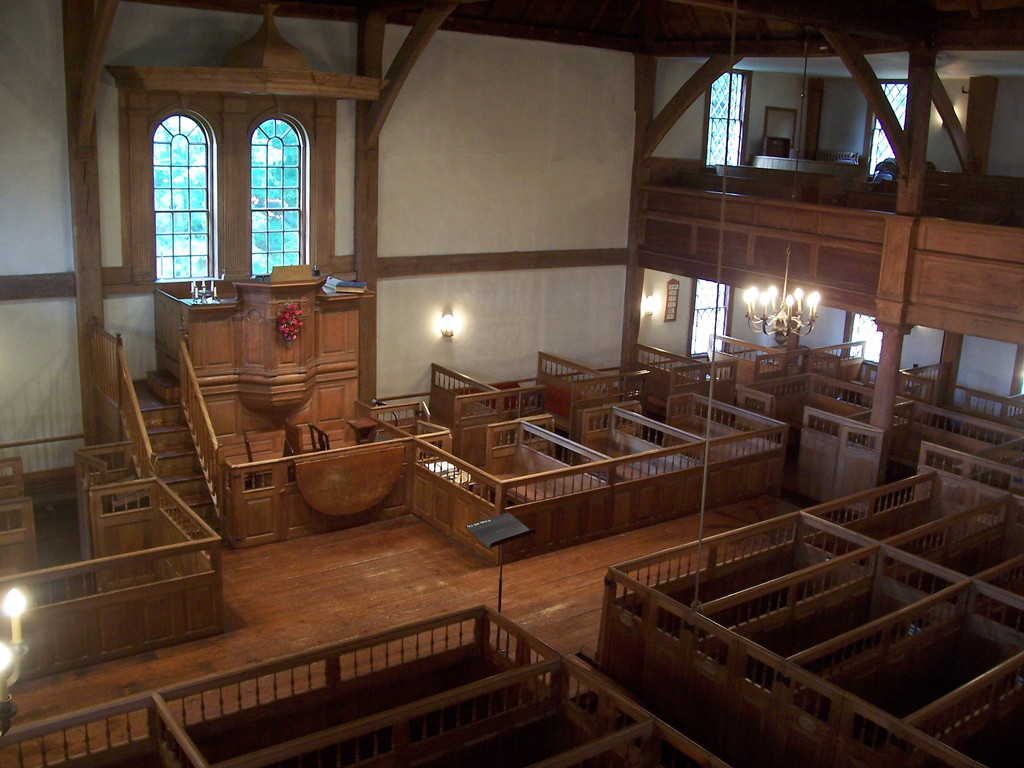
Das Innere der Kirche

Der Kern des zweistöckigen Gebäudes weist eine nahezu quadratische Grundfläche von rund 230 m² auf. Am höchsten Punkt des steil ausgeführten Walmdachs befindet sich ein Belfried, der von einer Balustrade umgeben ist und von einem Spitzturm abgeschlossen wird. Die beiden Eingänge an der Ost- und Südseite sind dem Gebäude vorgelagert und vollständig eingehaust, wobei der letztgenannte über ein Giebeldreieck mit Zahnschnitt verfügt, das auf Pilastern dorischer Ordnung ruht.
Die das Dach tragende Konstruktion besteht aus fachwerkartig verbundenen Holzbalken, die an einen auf dem Kopf stehenden Rohbau eines Schiffes erinnern; dies ist der Grund für den Namen des Gebäudes.
1729 wurde die Kirche um ca. 4,3 m im Nordosten und 1755 zusätzlich im Südwesten erweitert. Es folgten einige weitere Umbauten, die jedoch im Rahmen einer Restaurierung in den 1930er Jahren entfernt wurden, um das Gebäude wieder in seinen Originalzustand zu versetzen.

## Historische Bedeutung
Die Old Ship Church ist das einzige noch bestehende Exemplar eines traditionellen, für seine Zeit typischen puritanischen Bethauses des 17. Jahrhunderts und wahrscheinlich das älteste Bauwerk einer englischsprachigen Gemeinde, das ohne Unterbrechung kirchlich genutzt wird. Die fehlenden äußerlichen Verzierungen deuten auf die Abneigung der Puritaner gegen die gotische Architektur der Gebäude der Church of England hin.
Bei den Puritanern war es während des Gottesdienstes üblich, dass die Frauen auf der einen und die Männer auf der anderen Seite des Gebäudes saßen. An Stelle des Altars stand die Kanzel im Mittelpunkt, weshalb auch alle Kirchenbänke zu ihr ausgerichtet wurden. Aufgrund dieser Besonderheit wurden puritanische Bethäuser ab der Mitte des 17. Jahrhunderts quadratisch oder rund konzipiert.
Die Errichtung der Old Ship Church wurde durch die Erhebung einer Umlage von den 143 Gemeindemitgliedern finanziert und kostete insgesamt 430 Pfund Sterling (heute ca. 72.000 Pfund bzw. 83.500 Euro).

## Old Ship Burying Ground

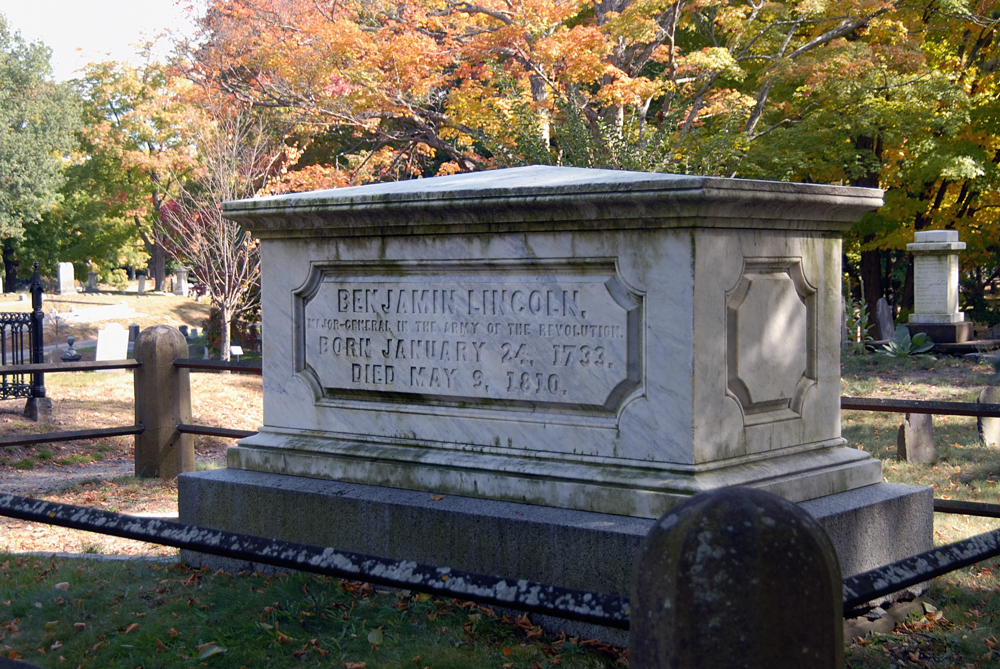
Grabmal von Benjamin Lincoln, 2009

Rund um das Kirchengebäude befindet sich der Friedhof Hingham Cemetery, der jedoch besser als Old Ship Burying Ground bekannt ist, obwohl er nicht zu dieser Kirche gehört. Dort sind viele prominente Persönlichkeiten der amerikanischen Geschichte begraben; unter anderem befindet sich dort auch das Grab von Benjamin Lincoln.